# Anadolu Group
Anadolu Grupu est une puissante holding turque dont le siège social est installé à Istanbul. C'est la deuxième structure financière privée du pays après celle de la famille Koc. Anadolu Group détient des participations majoritaires dans 9 secteurs principaux d'activité qui comprennent plus de 80 entreprises travaillant sous licence en Turquie, avec des usines dans 19 pays qui emploient environ 80.000 salariés.

## Histoire
Le groupe turc Anadolu Grupu a été créé en 1950 par Kamil Yazıcı et İzzet Özilhan, aujourd'hui Présidents d'honneur.
Le groupe est devenu une holding internationale dont 6 entreprises sont cotées à la Bourse d'Istanbul. La holding dispose, selon le bilan financier de l'année 2019, de 9 secteurs principaux d'activité dans 19 pays - dont la Turquie - comprenant environ 80 entreprises, 66 sites de production et employant environ 80.000 salariés.
Anadolu Grupu est rapidement devenu un groupe multinational qui opère à travers des partenariats engagés avec de grandes marques mondiales. Parmi les partenaires internationaux du groupe Anadolu figurent notamment :
- AB InBev,
- Coca-Cola Company,
- McDonalds,
- Faber-Castell,
- Isuzu,
- Kia,
- Honda,
- Landini

En Turquie, Anadolu Grupu est un des leaders dans les secteurs :
- Bière avec Anadolu Efes, créé en 1969, détenue à 43,1% par Anadolu Grupu, 5ème brasseur en Europe avec 49,0 millions d'hectolites,
- Boissons gazeuses avec Coca-Cola, 1ère JV créée en 1964. En 1995, création de la société CCI - Coca-Cola İçecek, détenue par Anadolu Grupu (50,3%) et Coca-Cola USA (20,1%) - 7ème producteur de boissons Coca-Cola dans le monde avec 1,316 millions de bouteilles dans 26 usines,
- Commerce de détail avec Migros. Présente en Turquie depuis 1954, l'entreprise de grande distribution suisse a délivré une licence d'exploitation du nom et a apporté son savoir-faire en la matière en 2015. Elle dispose de 2.153 magasins de vente en Turquie plus 45 au Kazakhstan et en Macédoine du Nord, soit 2.198 au total.
- Agricole avec Anadolu Etap - coentreprise avec Özgörkey Holding, créée en 2009, c'est actuellement le plus gros producteur de fruits de Turquie et fabricant de jus de fruits. Dispose de 8 fermes, 3.000 hectares, 5 millions d'arbres fruitiers, 3 usines de jus de fruits et une usine d'emballage,
- Automobile avec :
  - Anadolu Isuzu - coentreprise avec le constructeur japonais Isuzu créée en 1983, qui produit sous licence des camions, pickups et autobus/autocars de la marque japonaise. Le groupe Anadolu dispose de 80,02% du capital de la J-V,
  - Çelik Motor - Constructeur automobile turc créé en 1960 et détenu à 100% par Anadolu Grupu. Il fabrique des modèles automobiles sous licence KIA depuis 2001 (6.342 unités en 2019),
  - Garenta - entreprise de location de voitures,
  - Ikinciyeni - site d'enchères en ligne, créé en 2013, pour l'achat de véhicules d'occasion, 20.000 véhicules sont vendus en moyenne chaque année,
  - Anadolu Motor - entreprise créée en 1965 et détenue à 100% par Anadolu Grupu, produit des moteurs diesel sous licence du constructeur italien Lombardini qu'il distribue sous la marque Antor. En septembre 2017, une nouvelle J-V a été créée avec le groupe italien Argo Tractors pour la production sous licence de tracteurs agricoles Landini dont Anadolu Motor assurait la distribution en Turquie depuis 2012,
- Papeterie avec Adel Kalemcilik - coentreprise avec la marque allemande Faber-Castell créée en 1969, dont Anadolu grupu détient 56,9% du capital et Faber-Castel 15,4%,
- Restauration rapide avec Anadolu Restoran İşletmeleri - chaîne de restauration rapide créée en 1986, franchisée de McDonalds et détenue à 100% par Anadolu Grupu avec 253 points de restauration en Turquie,
- Énergie avec :
  - Anadolu Kafkasya Enerji Yatırımları,
  - Aslancık Elektrik Üretim - J-V dans la production d'énergie électrique hydraulique (650 GW) créée en 1999 à parts égales entre les groupes Anadolu Grubu Holding, Doğuş Group et Doğan Group,
  - AES Elektrik Enerjisi Toptan Satış (2008),
- Immobilier avec AND Gayrimenkul, société créée en 2011 et détenue à 100% par Anadolu Grupu,
- Autres domaines d'activité avec les sociétés 
  - Efestur, agence de voyages créée en 1984 et détenue à 100% par Anadolu Grupu,
  - assurances AEH Sigorta Acenteliği - Réseau d'agents d'assurance créé en 2008, représentant le groupe allemand Allianz, détenu à 100% par Anadolu Grupu,
  - tracteurs agricoles Anadolu Landini en 2017. En septembre 2017, Argo Tractors SpA créée une coentreprise avec le groupe turc Anadolu Grupu qui assurait depuis 2012 la distribution en Turquie des tracteurs agricoles Landini, Anadolu Landini pour la fabrication sous licence d'une partie de la gamme Landini[1].

Anadolu Grupu s'est orienté depuis peu dans les domaines de l'éducation, de la santé et des sports à travers Anadolu Vakfı, le Centre médical Anadolu comportant 201 lits créé en 2005 et le club sportif Anadolu Efes en 1976.

## Actionnaires de l'entreprise
Au 31 décembre 2019, le capital de la holding était ainsi réparti :
- Familles Kamil Yazıcı & Özilhan au sein de la société AG Sınai Yatırım ve Yönetim A.Ş. : 48,65%
- Famille Yazıcı à titre individuel : 19,39%
- Famille Özilhan à titre individuel : 9,98%
- Public : 14,19%

Les familles des fondateurs détiennent 80,02% de la holding.